# Зорян
Зорян — вірменське й словенське прізвище та українське (слов'янське) чоловіче ім'я. Слов'янське ім'я, скорочена форма імені Зореслав. Походить від загального іменника «зоря». Інші форми імені: Зорянко, Зорянчик, Зорик, Зорчик, Зорянче, Зорко. Поширене в південнослов'янських країнах у формі Зоран. Жіноча форма — Зоряна.
У православному церковному календарі УПЦ ім'я Зорян (Зореслав) відповідає грецькому імені Астерій (із грецької 'Αστέρι - зоря,   ̓Αστέριος - зоряний):
- мч. Астерій Егейський († бл. 284 р.) - 2 червня;
- мч. Астерій Римлянин († бл. 283 р.) - 19 липня (н.ст);
- мч. Астерій Кілікійський († 285 р.) - 11 листопада;
- мч. Астерій Синклітик, Кесарійський (Палестинський) († 260 р.) - 20 серпня;
- прп. Аксій (Астерій) Кашкаранський (XVII ст.) - у день Собору Соловецьких святих (22 серпня), Кольських святих (28 грудня), Новгородських святих (3-тя неділя після П'ятдесятниці).

## Відомі особи

### Ім'я
- Зорян Несторович Шкіряк (нар. 1970) — український політик, депутат Київської міської ради V скликання (2006—2008).
- Зорян Володимирович Попадюк (нар. 1953) — український правозахисник, громадський діяч, дисидент часів СРСР. Син дисидентки Любомири Іванівни Попадюк.
- Зореслав Федорович Самчук (нар. 1965) — український науковець, філософ, політолог і публіцист.
- Зореслав (Севастіян Сабол) (1909—2003) — священик УГКЦ, чернець-василіянин, доктор теології, капелан, поет.
- Зоран Джинджич (1952—2003) — сербський політик.
- Зоран Миланович (нар. 1966) — хорватський політик, прем'єр-міністр Хорватії з 23 грудня 2011 року по 22 січня 2016 року, президент Хорватії з 19 лютого 2020 року.
- Зореслав (1923—2011) — див. Строцький Йосип Йосипович.

### Прізвище
- Зорян Степан Єгиявич (1889—1967) — вірменський письменник.